# HD 224693
Désignations
HD 224693, également nommée Axólotl, est une étoile de la constellation de la Baleine. Elle peut être observée avec un petit télescope mais est trop faible pour être vue à l’œil nu, ayant une magnitude apparente de 8,23. Sur la base des mesures de la parallaxe, l’objet est situé à une distance d’environ 306 années-lumière du Soleil. Elle s’éloigne de plus en plus avec une vitesse radiale de 1,5 km/s.
HD 224693 s’appelle Axólotl. Le nom a été sélectionné dans la campagne NameExoWorlds par le Mexique, lors du 100e anniversaire de l’UAI. « Axólotl » signifie « animal aquatique » dans la langue maternelle nahuatl et un axolotl est également une espèce de salamandre endémique de la vallée de Mexico,.
Il s’agit d’une naine jaune avec un type spectral G2V. Cependant, en 2006, Johnson et al. lui ont attribué un type spectral G2 IV, suggérant qu’il s’agit plutôt d’une étoile sous-géante en évolution. Elle a environ trois milliards d’années et est chromosphériquement silencieuse, avec une vitesse de rotation projetée de 4,2 km/s. L’étoile est riche en métaux, montrant une plus grande abondance d’éléments autres que l’hydrogène et l’hélium par rapport au Soleil. Elle en a 1,3 fois la masse du Soleil et 1,8 fois le rayon du Soleil. L’étoile rayonne 3,78 fois la luminosité du Soleil à partir de sa photosphère à une température effective de 5 971 K.

## Système planétaire
En 2006, une exoplanète a été découverte en orbite autour d'HD 224693 par l'observatoire W. M. Keck à l’aide de mesures de vitesse radiale. Une recherche préliminaire de transits à l’aide des données photométriques de l’observatoire Fairborn (en) n’a pas été concluante car les données concernant l’heure prévue du transit étaient trop rares pour exclure d’éventuels transits. Cette exoplanète a été nommée Xolotl, d’après le dieu aztèque du feu et de la foudre.
| Planète | Masse           | Demi-grand axe (ua) | Période orbitale (jours) | Excentricité  | Inclinaison | Rayon |
| ------- | --------------- | ------------------- | ------------------------ | ------------- | ----------- | ----- |
| b (en)  | > 0,7 ± 0,12 MJ | 0,191 ± 0,014       | 26,690 4 ± 0,001 9       | 0,104 ± 0,017 |             |       |